# Byron Janis
Byron Janis (McKeesport, Pensilvania, 24 de marzo de 1928 - 14 de marzo de 2024), fue un pianista estadounidense.

## Biografía
Byron Janis nace de padres judíos de Europa del Este emigrados a Estados Unidos. Su nombre, Janis, es una deformación de Yanks, diminutivo de Yankelevitch. Comienza a dar lecciones de piano con Abraham Litow y progresa rápidamente después de ser presentado a la pareja Lhévinne, de la que es alumno desde la edad de ocho años. Pero los Lhévinne que están muy ocupados por sus conciertos, delegan la enseñanza del joven Byron en Adèle Marcus que le dará lecciones durante 6 años. Janis hace su debut a la edad de 9 años en Pittsburgh. A los 15 años, toca por primera vez con orquesta, el Concierto para piano n.º 2 de Serguéi Rajmáninov, pieza que retoma algún tiempo después bajo la dirección del joven Lorin Maazel. Vladimir Horowitz, que está entre el público, queda entusiasmado por la prestación de Janis y lo toma como alumno. Es por otro lado uno de los pocos alumnos que se conocen al gran pianista. Para poder seguir lecciones regulares, tiene que seguir al maestro en sus giras por el mundo y da él mismo varios conciertos, sobre todo en Brasil. Cuando Janis alcanza los veinte años, Horowitz decide no darle más lecciones. Empieza entonces para el joven pianista una carrera de virtuoso itinerante, que lo lleva entre otros lugares a Londres, donde toca nuevamente el n.º 2 de Rajmáninov.
En 1960, es escogido para representar a los Estados Unidos en el marco de un intercambio cultural con la URSS. Efectúa pues una gira por la URSS y vuelve dos años más tarde, para tocar en una misma noche el concierto de Schumann, el n.º 1 de Rajmáninov y el n.º 3 de Serguéi Prokófiev El éxito del concierto incita a los estudios estadounidenses Mercury a enviar material in situ para grabar dichos conciertos de Rajmáninov y de Prokófiev. El final de los década de 1960 marca el apogeo de la carrera de Janis, quien efectúa hasta cien conciertos por año. Sin embargo, se le reprocha resultar una copia de Horowitz, a lo que Janis responde con honradez que a fuerza de oír tocar a su maestro, conocía su fraseo de corazón y efectivamente tenía, cuando era más joven, la tendencia a copiar sus maneras. En 1967, el pianista está en el foco mediático porque encuentra por casualidad dos manuscritos desconocidos de valses de Frédéric Chopin. Esta historia activa la idea de un telefilm sobre la vida de Chopin, que rueda poco después de 1970.
En 1973, Byron Janis comienza a sufrir de artrosis al nivel de las manos. No obstante, continúa actuando y enseñando, actividad que lo ocupaba desde hacía una decena de años. Pero a partir de 1984, frente al fracaso de los remedios contra la artrosis, consume diversas medicinas para apaciguar el dolor. Dolor físico, pero también moral, que conduce lentamente al pianista hacia una depresión. En 1985 se decide a hablar públicamente de su enfermedad, durante una cena organizada en su honor en la Casa Blanca. Desde entonces es nombrado embajador de la Fundación contra la Artritis y encuentra la energía y la fuerza necesarias para continuar su carrera, gracias también a curas eficaces.
Recibe las más elevadas recompensas de numerosos países y es nombrado commandeur de la Legión de Honor y commandeur de las Artes y Letras en Francia. Finalmente, recibe la más elevada distinción de la Universidad Yale en 1997.   
Janis y su esposa, Maria Cooper Janis (hija del actor Gary Cooper), escribieron su autobiografía "Chopin and Beyond: My Extraordinary Life in Music and the Paranormal", que se lanzó en noviembre de 2010. En el DVD A Voyage With Byron Janis, presenta un viaje musical por la vida de Chopin. Martin Scorsese está desarrollando un Biopic sobre Byron Janis en Paramount a partir de un guion de Peter Glanz. El proyecto está basado en el libro de Janis, "Chopin and Beyond: My Extraordinary Life in Music and the Paranormal".

## Discografía
Byron Janis ha grabado casi todos los grandes conciertos del repertorio (Rajmáninov, Prokófiev, Liszt, Piotr Ilich Chaikovski), sobre todo para la discográfica Mercury, pero pocas piezas para piano solo. Excepción notable: los Cuadros de una exposición de Músorgski, que no salen hasta 1994, aunque el pianista los había grabado antes. En 1996, graba un recital Chopin para EMI y en 1996, un recital Chopin/Liszt. Su actividad de compositor es menos conocida: compone en 1989 la música de un documental sobre Gary Cooper, con cuya la hija se había casado. Aparece en la colección de los Grandes Pianistas del Siglo XX, de Philips.